# 譚維新
譚維新（義大利語：Noè Giuseppe Tacconi；1878年2月23日—1942年9月26日）是天主教意大利籍總主教及宗座外方傳教會會士。曾任河南南境宗座代牧（1911年-1916年）、河南東境宗座代牧（1916年-1924年）和開封府宗座代牧（1924年-1941年）。

## 生平
譚維新出生1878年2月23日，在意大利王國倫巴第大區帕維亞省西南部的市鎮帕維亞，1890年10月6日，他17歲時加入宗座外方傳教會。1895年8月4日，譚維新在22歲時晉鐸，且被派遣前往中國河南省傳教。
1911年9月18日，譚維新在38歲時獲時任教宗庇護十世出任成為河南南境宗座代牧區宗座代牧，領銜敘利亞蘭貝西教區主教。同年11月30日，在北京由直隸北境宗座代牧林懋德主教主禮、直隸東境代牧武致中主教和直隸中境宗座代牧富成功主教襄禮晉牧。
1916年9月21日，聖座從河南南境宗座代牧區劃出河南省東部的26個縣設立河南東境宗座代牧區，且由宗座外方傳教會會士負責管理。同年11月20日，譚維新主教調任成為河南東境宗座代牧區首任宗座代牧。1924年12月3日，河南東境宗座代牧區根據主教駐地更名為更名為開封府宗座代牧區，譚維新主教繼續出任宗座代牧。
譚主教任內於1921年主禮晉牧林棟臣為河南北境宗座代牧。並且，分別襄禮晉牧在1928年戴夏德為陝西西安府宗座代牧及1935年巴友仁為河南洛陽宗座代牧
1941年，譚主教榮休及返回意大利，分別由畢性和蒙席及羅克信神父出任開封府宗座代牧區宗座署理。1942年9月26日，譚維新主教在意大利王國倫巴第大區帕維亞省帕維亞去世，享年69歲。